# Andrzej Buła
Andrzej Buła (ur. 28 sierpnia 1965 w Kluczborku) – polski polityk, samorządowiec i nauczyciel, poseł na Sejm VI i VII kadencji (2007–2013), marszałek województwa opolskiego (2013–2024), poseł do Parlamentu Europejskiego X kadencji (od 2024).

## Życiorys
Syn Antoniego i Anny. W 1989 ukończył studia na Wydziale Nauczycielskim Akademii Wychowania Fizycznego we Wrocławiu (kierunek: trenerski) z tytułem zawodowym magistra wychowania fizycznego. W 2002 ukończył także podyplomowe studia w Akademii Wychowania Fizycznego w Poznaniu (organizacja i zarządzanie w sporcie) oraz w Wyższej Szkole Zarządzania i Administracji w Opolu (organizacja i zarządzanie w placówkach oświatowych). Posiada tytuł zawodowy menedżera sportu i uprawnienia trenera zawodowego II klasy w piłce nożnej. Odbył też studia typu MBA w zakresie zarządzania w Wyższej Szkole Handlowej we Wrocławiu. Przez kilkanaście lat pracował jako nauczyciel wychowania fizycznego w liceum ogólnokształcącym w Kluczborku. Od 2003 pełnił funkcję dyrektora tamtejszego Ośrodka Sportu i Rekreacji.
W wyborach samorządowych w 1998 bezskutecznie ubiegał się o mandat radnego Kluczborka z listy Unii Wolności. Został następnie działaczem Platformy Obywatelskiej. W latach 2006–2007 zasiadał w Sejmiku Województwa Opolskiego. W wyborach parlamentarnych w 2007 został wybrany na posła kadencji. Startował w okręgu opolskim, uzyskując 6301 głosów. W wyborach w 2011 z powodzeniem ubiegał się o reelekcję, otrzymując 9167 głosów. 12 listopada 2013 został wybrany na urząd marszałka opolskiego, w związku z czym wygasł jego mandat poselski.
W wyborach w 2014 uzyskał ponownie mandat radnego sejmiku. 28 listopada tego samego roku po raz drugi objął stanowisko marszałka. W wyborach w 2018 kolejny raz wybrany na radnego województwa. 21 listopada tego samego roku ponownie został marszałkiem województwa opolskiego. Bez powodzenia kandydował w wyborach do Parlamentu Europejskiego w 2019.
W 2024 utrzymał mandat radnego sejmiku na kolejną kadencję. 9 maja tego samego roku radni kolejny raz powierzyli mu funkcję marszałka. W wyborach europejskich z czerwca 2024 z listy Koalicji Obywatelskiej został natomiast wybrany do Parlamentu Europejskiego X kadencji z okręgu nr 12 (otrzymał 65 967 głosów). W konsekwencji w tym samym miesiącu zakończył pełnienie funkcji marszałka. W PE zasiadł w Komisji Zatrudnienia i Spraw Socjalnych.

## Wyniki wyborcze
| Wybory | Komitet wyborczy                          | Komitet wyborczy      | Organ                                      | Okręg           | Wynik           |
| ------ | ----------------------------------------- | --------------------- | ------------------------------------------ | --------------- | --------------- |
| 1998   |                                           | Unia Wolności         | Rada Miejska w Kluczborku                  | nr 1            | 21 (1,34%)      |
| 2006   |                                           | Platforma Obywatelska | Sejmik Województwa Opolskiego III kadencji | nr 2            | 2464 (4,80%)    |
| 2007   | Sejm VI kadencji                          | Platforma Obywatelska | nr 21                                      | 6301 (1,71%)    |                 |
| 2011   | Sejm VII kadencji                         | Platforma Obywatelska | nr 21                                      | 9167 (2,87%)    |                 |
| 2014   | Sejmik Województwa Opolskiego V kadencji  | Platforma Obywatelska | nr 2                                       | 5932 (11,71%)   |                 |
| 2018   | Sejmik Województwa Opolskiego VI kadencji | Platforma Obywatelska | nr 2                                       | 13 041 (20,14%) |                 |
| 2019   |                                           | Koalicja Europejska   | Parlament Europejski IX kadencji           | nr 12           | 58 865 (4,50%)  |
| 2024   |                                           | Koalicja Obywatelska  | Sejmik Województwa Opolskiego VII kadencji | nr 2            | 13 839 (22,43%) |
| 2024   | Parlament Europejski X kadencji           | Koalicja Obywatelska  | nr 12                                      | 65 967 (5,76%)  |                 |

## Wyróżnienia
W 2019 został wyróżniony Szablą Kilińskiego. W 2023 otrzymał tytuł honorowego obywatela gminy Korfantów.